# Модерен танц
Модерен танц е стил в танца, едно от съвременните направления на хореографията, зародило се в края на 19 век и началото на 20 век в САЩ и Германия. Модерният танц е отговор на класическия балет, който разчупва кодифицираните движения и балетни наративни структури.
Проповядва освобождаване от академичните канони, разкрепостяване на тялото и дълбока изразност на възвишените чувства. Принципите на Модърн данс почиват върху концепциите за „контракция“ и „отпускане“ (Марта Греъм), „прилив“ и „отлив“ (Мари Вигман) и падане (Дорис Хъмфри).Този стил е комбинация от други няколко стила, като балет, хип - хоп, модерн, шоу и други.